# Patient Protection and Affordable Care Act
O Patient Protection and Affordable Care Act (PPACA ou Lei de Proteção e Cuidado Acessível ao Paciente) chamado comumente como Affordable Care Act (ACA) ou "Obamacare", é uma lei federal dos Estados Unidos sancionada pelo presidente Barack Obama em 23 de março de 2010. Junto com a "Lei de Reconciliação da Saúde e Educação", se tornou o maior projeto de mudança no sistema de saúde americano desde que os programas Medicare e Medicaid entraram em vigor em 1965.
Em abril de 2014, mais de 10 milhões de pessoas já haviam se inscrito no programa desde seu lançamento. Esses números incluem 8 milhões de novas assegurados pelo ACA e outros 3 milhões que se inscreveram para receber o Medicaid durante o mesmo período. Em abril de 2015, o Gallup reportou que o percentual de adultos sem seguros de saúde havia caído de 18% ao fim de 2013 para 11,9% no começo de 2015.

## Descrição e aprovação

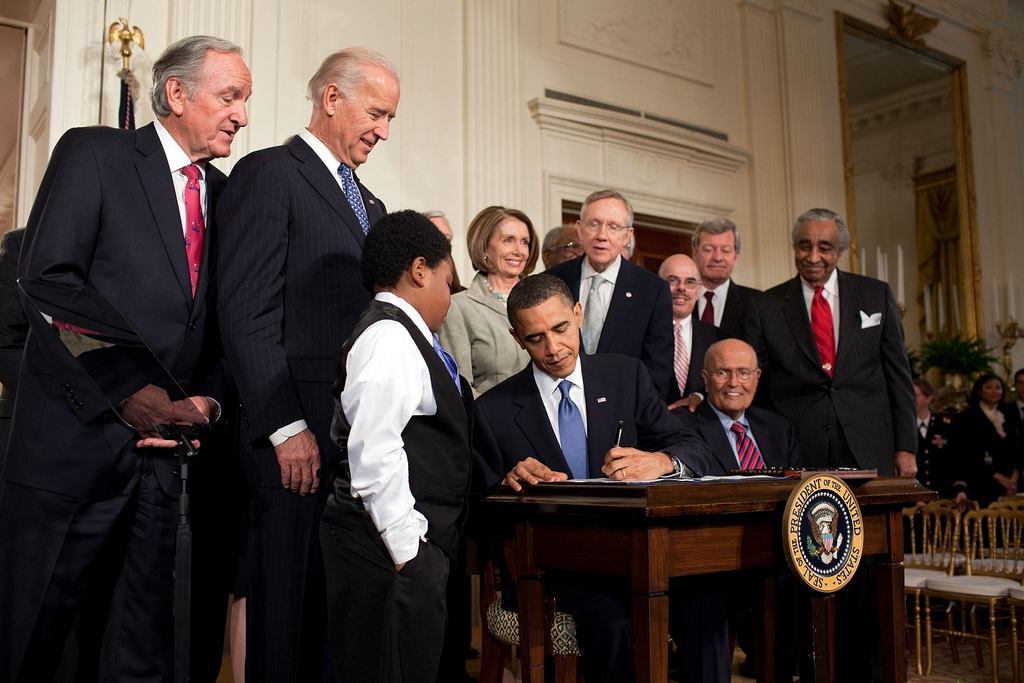
Presidente Obama sancionando a lei em 23 de março de 2010. Junto com ele está o vice-presidente Joe Biden, além de congressistas e membros de sua administração.

A essência do Affordable Care Act é basicamente uma lei regulamentatória federal que visa controlar os preços dos planos de saúde e também expande os planos de seguros públicos e privados para uma maior parcela da população americana. Segundo o governo, isso deverá melhorar a qualidade do serviço e também baixaria seu custo total (para os indivíduos e para o Estado), ao mesmo tempo que garante que mais pessoas tenham acesso à saúde. Os mecanismos de  implementação são através da obrigatoriedade em adquirir o seguro a até com o serviço completamente subsidiado, tornando-o assim mais acessível, especialmente para os mais pobres. A lei também garante aos assegurados tratamentos básicos e até mesmo internações de doenças graves, tudo isso independente de sexo ou, principalmente, de condições preexistentes. Reformas adicionais na lei também garantiriam a redução do custo dos seguros ainda mais e melhoraria a qualidade do serviço prestado, através do aumento da competição entre as asseguradoras, da maior regulamentação e incentivos fiscais. Os estados da União que aderiram ao projeto também receberam mais verbas federais para outros projetos voltados para a área de saúde pública. Para analistas do governo, se todos tivessem uma cobertura de saúde, os prêmios pagos por pessoas saudáveis compensariam os custos adicionais associados aos cidadãos mais caros. Em 2011, segundo um relatório do Escritório do Congresso para o Orçamento, o ACA reduziria tanto o déficit futuro, quanto os gastos com o programa Medicare.
Apresentado ao Congresso dos Estados Unidos em setembro de 2009, foi aprovado em plenário pelo Senado em 24 de dezembro do mesmo ano, com 60 votos a favor e 39 contra. Todos os democratas e mais dois independentes votaram em favor do projeto, enquanto todos os republicanos votaram contra (com exceção de Jim Bunning, que não votou). A lei acabou recebendo aval da American Medical Association (AMA) e da American Association of Retired Persons (AARP). Já a Câmara dos Representantes acabou também aprovando o projeto, em 21 de março de 2010, com 219 votos a favor e 212 contra. Cerca de 34 democratas e todos os 178 republicanos votaram contra.
Em 28 de junho de 2012, a Suprema Corte dos Estados Unidos garantiu a constitucionalidade da lei. Contudo, a Corte afirmou que nenhum estado poderia ser forçado a participar do ACA e da expansão do Medicaid.
Desde antes da sua aprovação em 2010, várias tentativas foram feitas para tentar destruir a lei. Tanto pelo Congresso, quanto nas cortes federais, a legalidade do programa tem sido contestada por governadores, líderes de movimentos conservadores e também de sindicatos, além de organizações de pequenos negócios. Segundo a rede de notícias CNN, congressistas do partido republicano tentaram, ao menos, por 50 vezes repelir a lei no plenário da Câmara, mas sem sucesso.

## Opinião pública
A opinião pública americana geralmente sempre apoiou a ideia de uma reforma no sistema de saúde, contudo pesquisas feitas durante o debate sobre o Affordable Care Act entre 2009 e 2010 mostravam que a maioria do povo tinha uma visão negativa da lei. Em outubro de 2013, cerca de 40% da população era favorável ao Obamacare, enquanto 51% era contrária. Por grupo étnico, a visão popular do projeto variava. Cerca de 29% dos brancos aprovavam a lei, comparado com índices de aprovação de 61% entre a população hispânica e 91% dos afro-americanos, de acordo com uma pesquisa feita pelo USA Today em setembro de 2013. A pesquisa também afirmou que a avaliação do ACA varia por faixa etária, com os idosos sendo maioritariamente contra, enquanto os mais jovens eram mais favoráveis a implementação do projeto. Por filiação partidária, 75% dos democratas, 27% dos independentes e apenas 14% dos republicanos aprovavam a lei.
Muitos políticos e simpatizantes do Partido Democrata acreditam que a popularidade do ACA iria aumentar com o tempo, assim como o Medicare durante sua implementação nos anos 60. Segundo eles, os benefícios e o lado positivo da lei iria se tornar mais evidentes com o passar do tempo, afetando assim a visão popular do projeto.
Apesar da visão majoritariamente negativa, em meados de 2013, pesquisas de opinião indicavam que cerca de 52% da população (contra 34%) acreditava que os "congressistas deveriam focar em melhorar ou modificar a lei ao invés de revoga-la". Após a Suprema Corte julgar o Obamacare como constitucional, novas pesquisas feitas em julho de 2012, indicavam que "a maioria do povo americano (56%) preferiria que os opositores da administração do presidente Obama parassem seus esforços para tentar bloquear a lei e passassem sua atenção para outros assuntos de interesse nacional".
Em junho de 2015, em um pesquisa de opinião feita pela rede de notícias CBS News e pelo The New York Times mostrou que, pela primeira vez em pesquisa importante, a maioria dos americanos aprovava o ACA. Cerca de 47% dos entrevistados tinham uma opinião favorável da lei, enquanto 44% ainda tinham uma visão negativa. Na linha partidária pouca coisa mudou, com os democratas apoiando e os republicanos se opondo a ela. Em 2017, com o presidente Donald Trump ameaçando acabar com esta lei, o apoio popular ao Obamacare cresceu exponencialmente.